# Rainer Hirsch (Journalist)
Rainer Hirsch (* Juni 1948 in Wiesbaden; † 16. April 2009 in Hannover) war ein deutscher Fernsehjournalist und zuletzt Leiter des ZDF-Studios Niedersachsen. 
Nach dem Abitur an der Oranienschule begann Hirschs journalistische Laufbahn 1974 bereits während seines Studiums in Publizistik und Romanistik, als er als freier Journalist für Zeitungen schrieb und beim ZDF-Landesstudio Hessen arbeitete. Von 1975 an war er zunächst Moderator, Redakteur und Reporter der Drehscheibe und später der Nachrichtensendung heute. Von 1981 bis 1988 war er als Reporter und Schlussredakteur des heute-journals tätig.
Ab 1989 arbeitete Hirsch als Auslandskorrespondent: Als Leiter des ZDF-Auslandsbüros Südwesteuropa in Paris berichtete Hirsch von 1992 bis 2000 aus Frankreich, Spanien und Portugal sowie den französischen Überseegebieten und dem frankophonen Afrika. Von Januar 2001 bis zu seinem Tode leitete er das ZDF-Landesstudio Niedersachsen.
Rainer Hirsch, Vater von zwei Kindern, starb im Alter von 60 Jahren nach langer, schwerer Krankheit in der Medizinischen Hochschule Hannover und wurde am 24. April 2009 in seiner Heimat Wiesbaden-Nordenstadt bestattet.